# متحف طوكيو الوطني

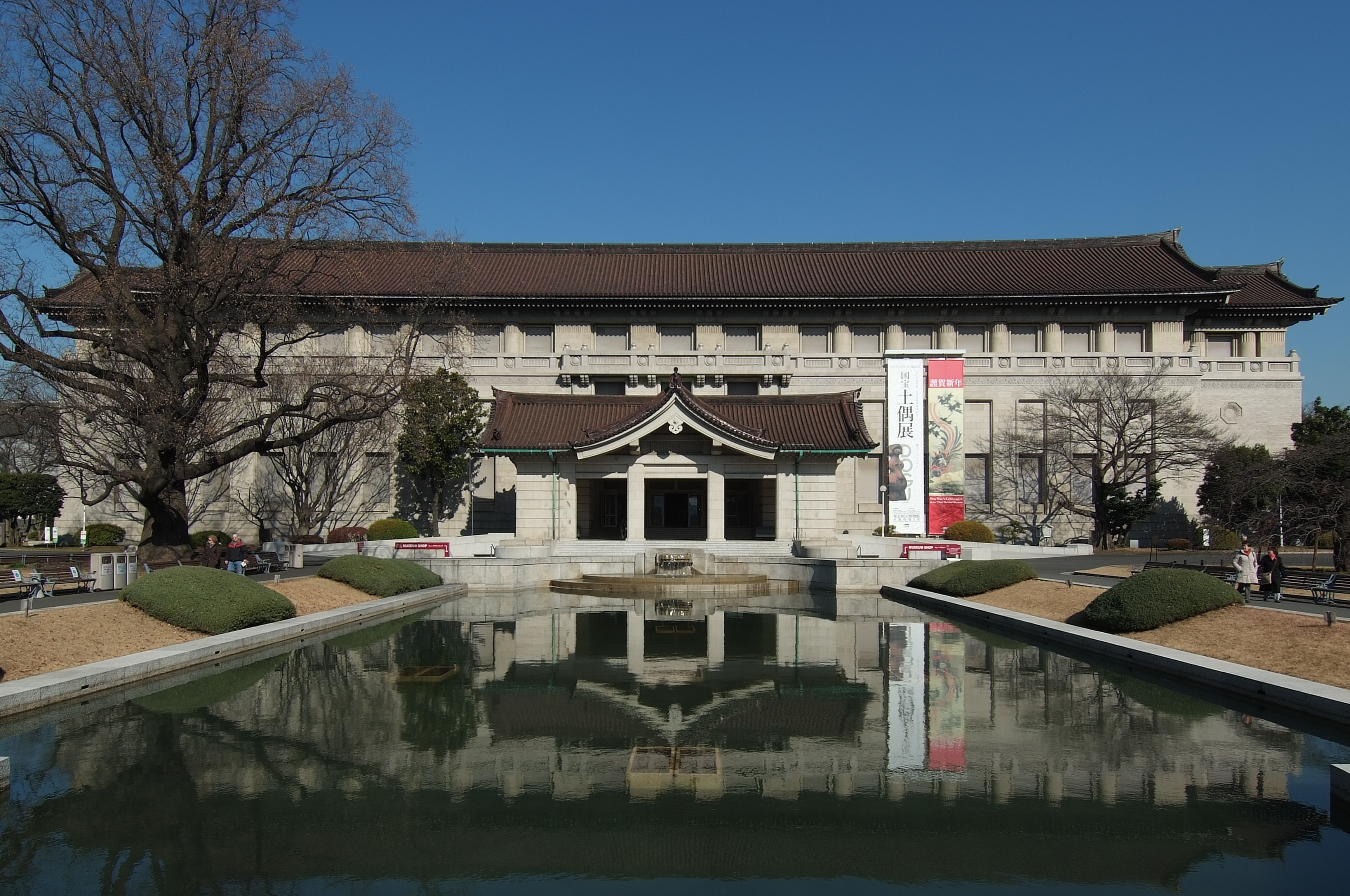
منظر المبنى الرئيسي لمتحف طوكيو الوطني.

متحف طوكيو الوطني (باليابانية: 東京国立博物館 توكيو كوكوريتسو هاكوبوتسوكان) يعتبر أكبر وأقدم المتاحف اليابانية على الإطلاق، وهو يضم جميع أكبر تشكيلة من الفنون اليابانية في العالم. يضم المتحف الكثير من التحف القديمة التي تتنوغ أشكالها ما بين الكيمونو، الزي القديم للساموراي، سيوف قديمة، مصنوعات معدنية، قصائد، لفائف ورقية، مخطوطات، خزفيات، آثار، وغيرها ما له صلة بالثقافة اليابانية.
يقع المتحف في حديقة أوينو، تايتو، طوكيو. يتكون المتحف من عدة مباني، المبنى الرئيسي (本館 هونكان) ويضم معروضات يابانية، المعرض الآسيوي (東洋館 تويوكان)، هيوكيكان (表慶館)، هيسيكان (平成館)، هوريوجي كوموتسوكان (法隆寺宝物館) وهي صالة عرض لكنوز هوريو-جي، مبنى الوثائق (資料館 شيروكان)، بالإضافة إلى العديد من المباني الأخرى والمطاعم ومحلات التسوق والتذكارات والحدائق.

## روابط خارجية
- متحف طوكيو الوطني على موقع IMDb (الإنجليزية)
- متحف طوكيو الوطني على موقع الموسوعة البريطانية (الإنجليزية)